# Hephathus
Hephathus — род цикадок из отряда Полужесткокрылых.

## Виды
В Европе три вида:
- Hephathus freyi (Fieber, 1868)[2]
- Hephathus nanus (Herrich-Schäffer, 1835) (=Pediopsis cretacea Fieber, 1868) — Европа, включая Россию. [3]
- Hephathus unicolor (Lindberg, 1926)